# Morak - Il potere dell'occulto
Morak - Il potere dell'occulto (Meatcleaver Massacre) è un film del 1977 diretto da Evan Lee.

## Trama
Quattro studenti del professor Cantrell, specializzato in riti e rituali antichi, attaccano e gli uccidono la famiglia. Cantrell per vendicare la sua famiglia e dare la caccia agli studenti, evoca uno spirito malvagio.